# Кузьома Михайло Ілліч
Миха́йло Іллі́ч Кузьо́ма (нар. 1915 — пом. 2002) — передовик сільського господарства Української РСР, Герой Соціалістичної Праці (1951).

## Життєпис
Народився 24 березня 1915 року в містечку Новий Буг, волосному центрі Херсонського повіту Херсонської губернії Російської імперії (нині — місто, районний центр Миколаївської області). Українець. Здобув початкову освіту.
Після закінчення курсів механізаторів у 1931 році влаштувався на роботу в Новобузьку МТС.
З початком німецько-радянської війни призваний до лав РСЧА Ляшківським РВК Львівської області. Війну закінчив помічником командира взводу 8-ї стрілецької роти 1180-го стрілецького полку 350-ї стрілецької дивізії 24-го стрілецького корпусу 18-ї армії 1-го Українського фронту, сержант.
Після демобілізації повернувся на роботу в Новобузьку МТС. У 1950 році причіпним комбайном «Сталінець-6» намолотив на полях колгоспу імені Коцюбинського за 25 робочих днів 8316 центнерів зернових.
У 1952 році був учасником Всесоюзної сільськогосподарської виставки (ВСГВ). З 1960 року працював у Новобузькому технікумі механізації сільського господарства.
Помер у 2002 році.

## Нагороди
Указом Президії Верховної Ради СРСР у 1951 році Кузьомі Михайлу Іллічу присвоєне звання Героя Соціалістичної Праці з врученням ордена Леніна і золотої медалі «Серп і Молот».
Також нагороджений українським орденом «За мужність» 3-го ступеня (14.10.1999), радянськими орденами Трудового Червоного Прапора (1957), Вітчизняної війни 2-го ступеня (11.03.1985), Слави 3-го ступеня (22.02.1945) і медалями.